# Jürgen Bartsch
Jürgen Bartsch, pseudonimo di Karl-Heinz Sadrozinski (Essen, 6 novembre 1946 – Lippstadt, 28 aprile 1976), è stato un serial killer tedesco che ha ucciso quattro bambini e cercato di ucciderne un quinto.

## Storia
Karl-Heinz Sadrozinski nacque nel 1946 figlio illegittimo di una vedova di guerra e di un lavoratore stagionale olandese. Sua madre lo abbandonò all'ospedale dal quale si allontanò segretamente e morì di tubercolosi poche settimane più tardi. Karl visse i primi mesi di vita accudito dalle infermiere dell'ospedale fino a quando, all'undicesimo mese d'età, fu adottato da un facoltoso macellaio di Essen, Gerhard Bartsch,  e da sua moglie, Gertrud Bartsch, allora ricoverata nello stesso ospedale. Da allora si chiamò Jürgen Bartsch. Sua madre adottiva soffriva di disordini psicologici, era fissata con la pulizia e usava picchiare molto spesso il piccolo Jürgen anche per questi motivi. Il bambino fu educato da entrambi i genitori con molta severità, tenendolo completamente isolato perché non venisse a sapere di essere un figlio adottivo. All'età di 10 anni Jürgen venne portato in un istituto di Rheinbach per poi approdare, all'età di 12 anni, in una  scuola cattolica, Marienhausen,  dove i ragazzi venivano tenuti in un regime di rigida disciplina militare, in cui spesso si ricorreva all'uso della violenza; quando era a letto con la febbre, veniva sessualmente molestato dal preside, Padre Pütz .
Bartsch iniziò a uccidere da adolescente. Egli obbligava le vittime a seguirlo in zone abbandonate dove le obbligava a spogliarsi e poi le violentava. Jurgen sventrò le prime quattro vittime. Cercò di uccidere la quinta vittima, l'undicenne Peter Freese che riuscì però a sfuggirgli.
Bartsch fu arrestato nel 1966.
Dopo l'arresto, Bartsch confessò i suoi crimini e fu condannato all'ergastolo il 15 dicembre 1967. Comunque nel 1971 la sentenza, dopo un ricorso, fu ridotta a 10 anni di carcere giovanile con supporto psichiatrico a Eickelborn. Jürgen sposò Gisela Deike di Hannover nel 1974.
Bartsch accettò di sottoporsi a castrazione volontaria nel 1976, la quale gli avrebbe assicurato la libertà vigilata, ma morì nell'operazione intossicato da overdose di alotano per errore di un'infermiera. Esiste ancora il sospetto che il dottore abbia obbligato l'infermiera a sbagliare la dose rendendola letale.

## Film e letteratura
Nel 2002 è stato pubblicato il film Ein Leben lang kurze Hosen tragen (pubblicato negli Stati Uniti nel 2004 con il titolo The Child I Never Was) che tratta della storia di Jürgen.

## Curiosità
- Il bassista della band Bethlehem si fa chiamare Jürgen Bartsch.